# Онеј ан Базоа
Онеј ан Базоа (фр. Aunay-en-Bazois) насеље је и општина у источном делу централне Француске у региону Бургоња, у департману Нијевр која припада префектури Шато Шенон (град).
По подацима из 2011. године у општини је живело 261 становника, а густина насељености је износила 5,78 становника/km². Општина се простире на површини од 45,16 km². Налази се на средњој надморској висини од 244 метара (максималној 396 m, а минималној 232 m).

## Демографија
| 1962. | 1968. | 1975. | 1982. | 1990. | 1999. | 2011. |
| ----- | ----- | ----- | ----- | ----- | ----- | ----- |
| 432   | 503   | 424   | 379   | 315   | 292   | 261   |

График промене броја становника у току последњих година